# 馬麒
馬 麒（ば き）は、清末民初の軍人。「寧海軍」と呼ばれる軍を率い、民国期において馬家軍の勢力基盤を確立した人物である。回族。弟に馬麟、子に馬歩青、馬歩芳。

## 人物・生涯

### 清末から辛亥革命まで
武官であった父の馬海宴同様に、馬麒も武科生員となる。1894年（光緒20年）から、父とともに董福祥率いる甘軍に加わる。義和団の乱などに参戦し、その後も首都に駐留して西太后の警護などを担当した。
1911年（宣統3年）、辛亥革命が勃発すると、馬安良率いる「精鋭西軍」において馬麒は幇統となり、陝西革命軍の討伐に向かう。その途中で、寧夏（現在の銀川市）で革命軍が蜂起して寧夏軍政府が樹立されたため、馬麒は分派されて寧夏軍政府を討伐し、これを壊滅させた。
民国成立後の1912年（民国元年）4月、馬安良と馬麒は蘭州に駐屯したが、その統治が横暴であるとして甘粛省臨時参議会から糾弾される。馬安良から指示を受けた馬麒は、臨時参議会議長李鏡清を殺害したが、これに対して甘粛都督趙惟煕は何も手を打てなかった。同年8月、馬麒は北京政府から西寧鎮総兵に任命され、さらに青海蒙番宣慰使に昇進している。

### 青海統治権の確立
1914年（民国3年）、青海南部で四川省との境にあった玉樹・昂欠の両地の帰属をめぐって四川と西寧で紛争が発生した。四川省への帰属を望まない現地チベット族の要望を受けた馬麒は、北京政府に対して境界画定の測量を求める。その結果、両地とも西寧所属となり、四川軍は撤退した。これにより、馬は青海西部・南部に勢力圏を築くことが可能となり、玉樹駐防司令に任命された。
1915年（民国4年）、馬麒は、政敵である青海弁事長官の廉興を失脚させるため、廉興が反乱を謀っていると北京政府中央に讒言し、廉興は罷免に追い込まれた。同年10月、青海弁事長官、西寧鎮総兵の地位は廃止され、代わりに甘辺寧海鎮守使が設置され、馬麒がその地位に就いた。
馬麒は、1912年（民国元年）から「寧海軍」を組織し、弟の馬麟、子の馬歩青・馬歩芳、甥の馬歩元、一族の馬仲英などを起用して、同族運営型の軍隊を築き上げた。また、毛皮・製薬原料・金・塩などの特産によって軍事力強化をはかっている。1916年（民国5年）に宗社党の反乱を鎮圧した。1921年（民国10年）にゴロク（果洛）のチベット族を降伏させている。1923年（民国12年）には夏河を制圧した。その一方で馬麒は、支配地域で民政の充実に努め、アヘン栽培禁止、開墾、道路建設、水利など各種事業で好成績をあげている。

### 北伐以後の動向
1927年（民国16年）、中国西北部に勢力圏を伸ばしてきた馮玉祥が国民革命軍第2集団軍を組織すると、馬麒は馮から暫編第26師師長に任命された。1928年（民国17年）、高樹勲率いる国民革命軍第2集団軍が西寧に進軍してくる。馬は抵抗せず、統治権を高に引き渡した。
1929年（民国18年）1月、青海省政府が成立すると、馬麒は省政府委員に任命された。初代省政府主席孫連仲から建設庁長就任を要請されたが、馬麒は弟の馬麟にその地位を譲った。間もなく孫は甘粛省政府主席に異動し、高樹勲が後任の主席となったが、高もすぐに離職する。そのため、馮玉祥の命により馬麒が代理青海省政府主席となった。その後、馬麒は蔣介石支持に転じ、蔣からその地位に留め置かれた。
1931年（民国20年）8月5日、馬麒は西寧で死去した。享年63歳（満61歳）。